# アクタン・アリム・クバト
アクタン・アリム・クバト（キルギス語: Актан Арым Кубат、キルギス語ラテン翻字: Aktan Arym Kubat、1957年3月26日 - )は、キルギスの脚本家、映画監督。
以前はアクタン・アブディカリコフ（キルギス語: Актан Абдыкалыков、キルギス語ラテン翻字: Aktan Abdykalykov）と名乗っていたが、2010年に完成した主演・監督作『明りを灯す人』では、姓をソ連時代の親ロシア的な名前であるアブディカリコフからキルギス名のアリム・クバト（キルギス語: Арым Кубат、キルギス語ラテン翻字: Arym Kubat）に変えた。なお、彼は養子で、アブディカリコフは産みの親の姓であり、アリムは産みの父親のファーストネーム、クバトは育ての父親のファーストネームである。

## 主な監督作品
- ブランコ Sel'kincek (1993)
- あの娘と自転車に乗って  Beshkempir (1998)
- 旅立ちの汽笛 Maimil (2001)
- 明りを灯す人 Svet-Ake (2010)
- 馬を放つ Centaur (2017)[3]
- This is What I Remember (2022)